# خيوط العنكبوت (فلم 2002)
خيوط العنكبوت هو فيلمٌ مغربيٌ أُنتج عام 2002.
قصة الفيلم مأخوذة من مسرحية «حميد وحماد» لعبد الله شقرون.

## قصة الفيلم
اثنان من الأصدقاء يعيشان في المدينة. يعجزان عن إيجاد فرصة عمل لهما رغم حصولهما على شهادات عليا. يقرران السفر إلى الريف والعمل في الزراعة، وهناك يواجهان مشاكل من نوع آخر في عملهم، كالجفاف.